# Lurgrotte
Die Lurgrotte ist die größte aktive Wasserhöhle Österreichs. Sie liegt in der Steiermark, etwa 25 Kilometer nördlich der Landeshauptstadt Graz und durchquert die Tanneben, ein Karstgebiet zwischen den Orten Semriach und Peggau (Höhleneingang). Im Eingang Semriach verschwindet der Lurbach durch Versinkung; aus dem Eingang Peggau entspringt der Schmelzbach.

## Geschichte
Die Höhle wurde durch den steirischen Höhlenforscher Max Brunello am 1. April 1894 offiziell entdeckt.
Wirklich bekannt wurde die Lurgrotte allerdings erst durch ein Unglück. Am 28. April 1894 stiegen trotz starker Regenfälle sieben Höhlenforscher in die Lurgrotte ein. Durch das ansteigende Wasser wurden sie für neun Tage in der Höhle eingeschlossen. Erst nach einer aufwendigen, die Intervention von Kaiser Franz Joseph I. erfordernden Rettungsaktion mit über 1000 Helfern, Bergknappen und Tauchern konnten die Eingeschlossenen lebend geborgen werden. Der österreichische Schriftsteller Peter Rosegger verfolgte persönlich die Rettungsmaßnahmen. Er verarbeitete den Unglücksfall im 1897 erschienenen Roman Das ewige Licht.
Im Februar 1905 wurden von Mitgliedern des Steirischen Höhlenklubs, Sektion des Österreichischen Touristenklubs, 1002 Meter Höhlenstrecke neu entdeckt.
In den 1920er Jahren arbeitete der Höhlenforscher Hermann Mayer zusammen mit seinem Vater an der Erschließung der „Schmelzgrotte“ im Peggauer Teil der Lurgrotte. Zudem versuchten sie, eine Verbindung zwischen dem Peggauer Teil und dem von Semriach kommenden Teil zu finden. Am 26. November 1924 war der Weg nach einem Sprengschuss über dem 5. Siphon frei, aber erst am 13. Februar 1935 war die erste Durchquerung möglich.
Am 23. Mai 1926 kam die Höhlenforscherin Poldi Fuhrich bei der Erkundung des Geisterschachtes innerhalb der Höhle ums Leben. Nach ihr wurde der Poldi-Fuhrich-Dom noch tiefer im Berg benannt.
Am 24. Februar 1927 fand in Frohnleiten eine Versteigerung der Lurgrotte in Peggau samt einer Gaststätte, zweier Villen sowie 35.359 Quadratmetern Grund statt, an welche die Hoffnung geknüpft war, die Lurgrotte als heimisches Unternehmen erhalten zu können. – Bei der am 8. Juli 1927 am Bezirksgericht Frohnleiten abgehaltenen (weiteren) Versteigerung der Lurgrotte samt ihren ausgedehnten Realitäten aus der Konkursmasse der kaufmännischen Kreditanstalt, A.-G., wurde die Realität dem Weingroßhändler Pezzi zugeschlagen, der die großzügige Ausgestaltung der Lurgrotte und die Errichtung einer Grottenbahn plante.
Die erste vollständige Durchquerung der etwa fünf Kilometer langen Höhle gelang im Jahr 1935. In der Folgezeit wurde begonnen, die Lurgrotte mit Hilfe von Stegen und Stollen als Schauhöhle auszubauen. Ab 1962 war es für Besucher möglich, die gesamte Höhle zu durchwandern, bis am 15. Juli 1975 bei einem Unwetter große Teile der Bauten weggespült wurden. Heute kann die Lurgrotte mit Führungen von beiden Seiten insgesamt rund zwei Kilometer weit begangen werden.
Von Semriach aus wird durch elektrisch beleuchtbare Bereiche bis zum Großen Dom geführt. Nur bei Niedrigwasser im Winter (November bis März, Stand Jänner 2019) finden Führungen nur für Erwachsene einen Kilometer tiefer durch den Geisterschacht und Bereiche, deren Wegbefestigungen wiederholt durch Hochwasser zerstört werden. Ähnliches gilt für den unteren Einstieg in Peggau.
Nach seinem Tod am 16. Oktober 1971 wurde der Höhlenforscher Hermann Mayer, seinem letzten Willen entsprechend, in einer Urne in einer vorbereiteten Nische in der „Siegeshalle“ der Lurgrotte Peggau bestattet.
Durch die Höhle hindurch fließt der dort unterirdisch verlaufende Lurbach. Dieser versinkt bei Semriach in Bachschwinden und tritt in Peggau in der Hammerbachquelle wieder zu Tage. Die am Peggauer Höhleneingang entspringende Schmelzbachquelle ist nur bei hohem Wasserstand mit dem Lurbach-Hammerbachsystem verbunden.

## Galerie

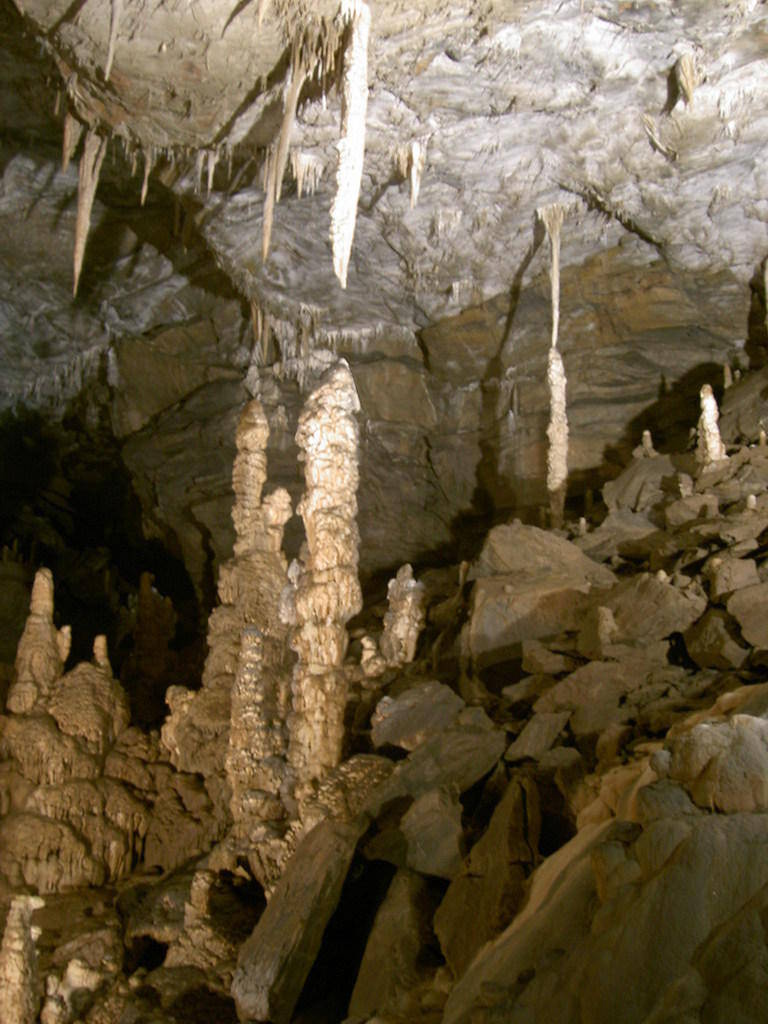
Tropfsteine im Großen Dom der Lurgrotte Semriach
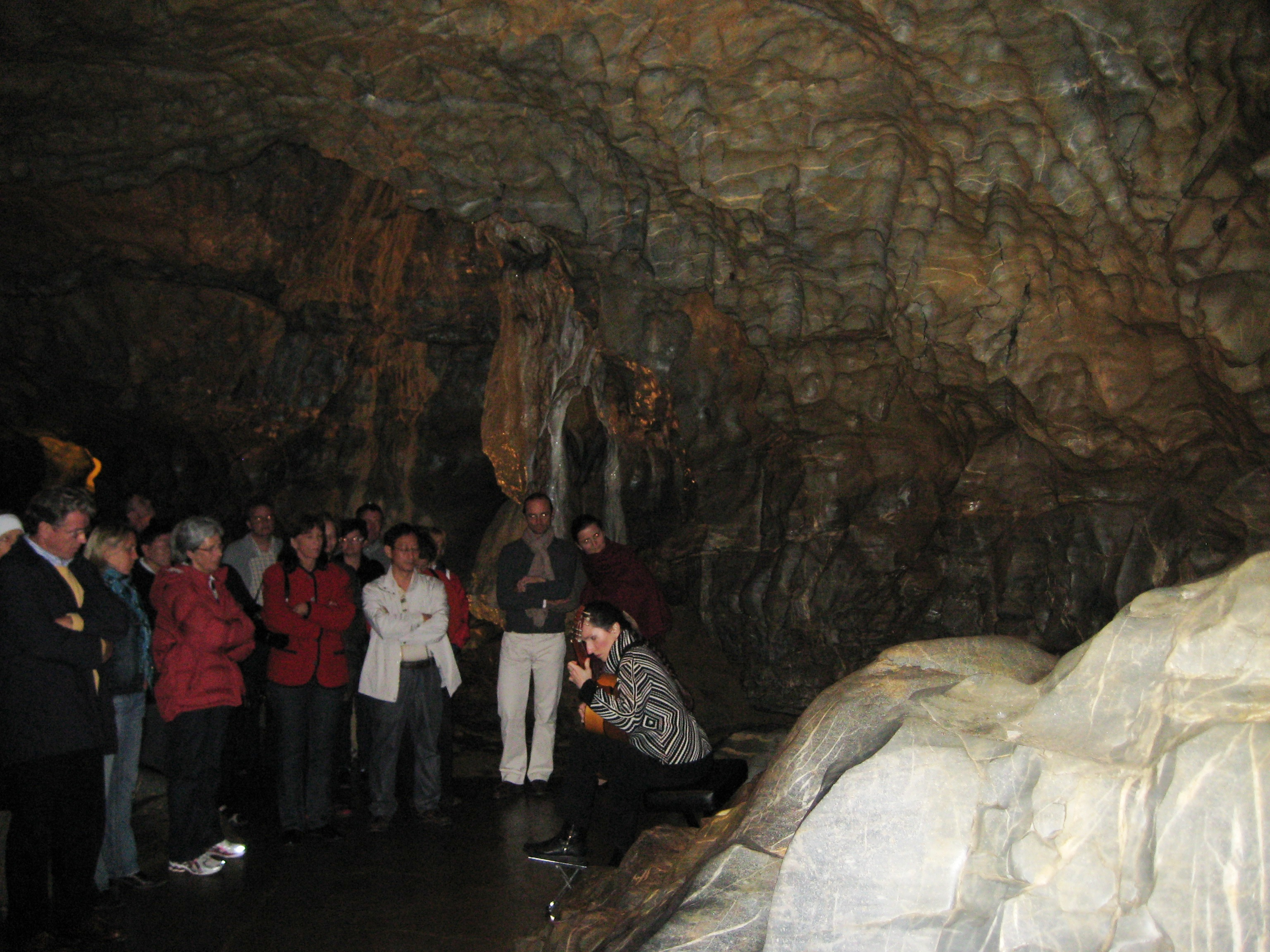
Die österreichische Gitarristin Johanna Beisteiner bei einem Konzert in der Lurgrotte Peggau am 28. August 2011.
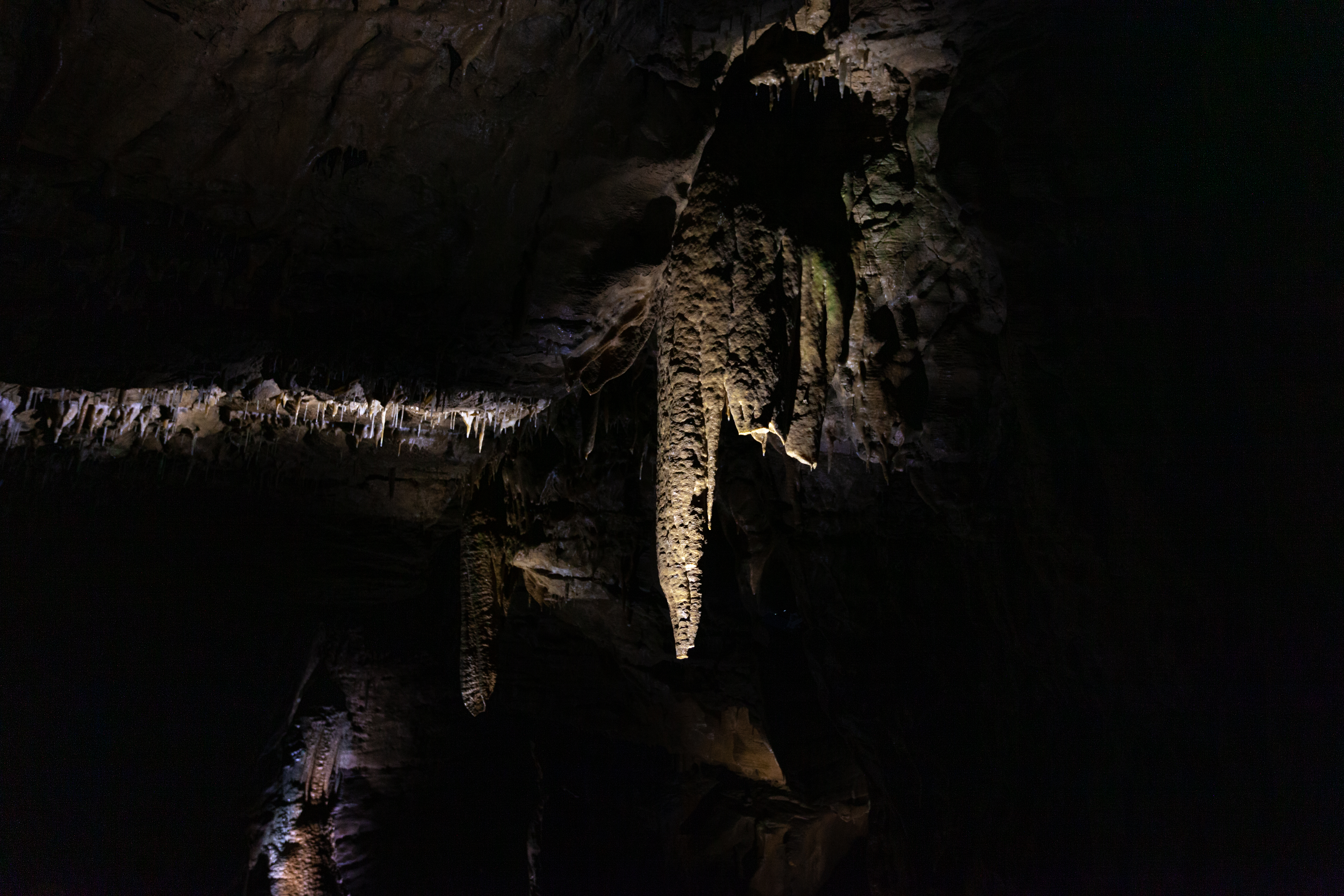
Tropfsteine in der Lurgrotte (Eingang Peggau)
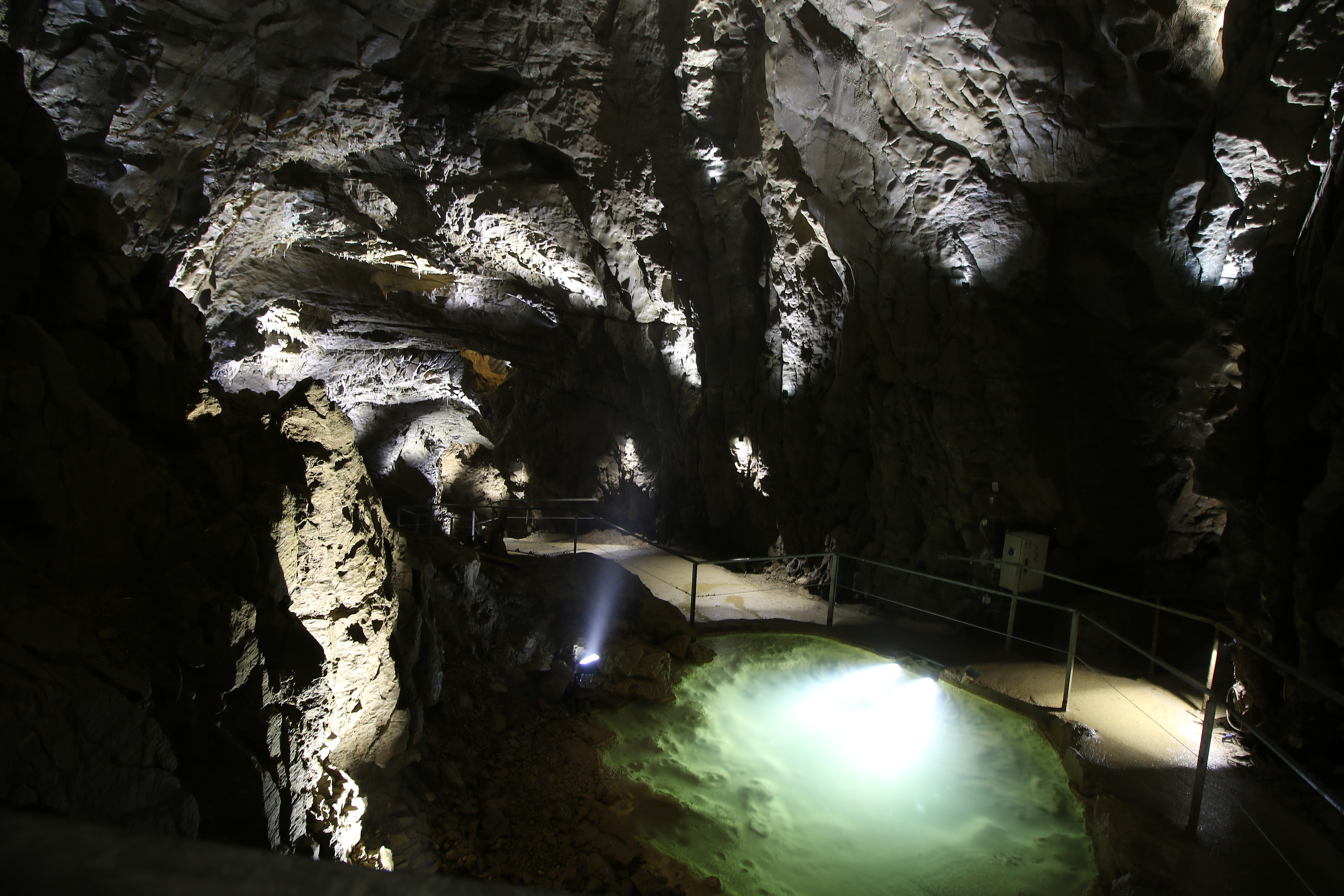
Regengrotte in der Lurgrotte in Peggau